# 35e division d'infanterie (Empire allemand)
Pour les articles homonymes, voir 35e division.
La 35e division d'infanterie est une unité de l'armée allemande qui combat durant la Première Guerre mondiale. Au déclenchement du conflit, elle forme avec la 36e division d'infanterie le 17e corps d'armée rattachée à la 8e armée allemande. La 35e division d'infanterie est engagée sur le front de l'Est et combat à Gumbinnen et participe aux batailles de Tannenberg et des lacs de Mazurie. Elle participe aux tentatives de prise de la Pologne, puis au cours de l'année 1915 à l'offensive de Gorlice-Tarnów.
Au mois d'octobre 1915, la 35e division d'infanterie est transférée sur le front de l'ouest et occupe un secteur du front sur la Somme. Durant l'été 1916, elle est engagée dans la bataille de la Somme. Au cours de l'année 1917, la division prend part aux batailles d'Arras, de Messines puis de Passchendaele. Durant l'année 1918, elle combat lors de la bataille de la Lys, puis participe aux combats défensifs de l'armée allemande durant l'été et l'automne 1918. À la fin du conflit, la division est transportée en Allemagne où elle est dissoute au cours de l'année 1919.

## Première Guerre mondiale

### Composition

#### Temps de paix, début 1914
- 70e brigade d'infanterie (Thorn)

21e régiment d'infanterie (de) (Thorn)
61e régiment d'infanterie (Thorn)
- 87e brigade d'infanterie (Thorn)

141e régiment d'infanterie (Graudenz) et (Strasburg)
176e régiment d'infanterie (Kulm) et (Thorn)
- 35e brigade de cavalerie (Graudenz)

5e régiment de hussards (de) (Stolp)
4e régiment de chasseurs à cheval (Graudenz)
- 35e brigade d'artillerie de campagne (de) (Graudenz)

71e régiment d'artillerie de campagne (Graudenz)
81e régiment d'artillerie de campagne (Thorn) et (Czarne)

#### Composition à la mobilisation - 1915
- 70e brigade d'infanterie

21e régiment d'infanterie
61e régiment d'infanterie
- 87e brigade d'infanterie

141e régiment d'infanterie
176e régiment d'infanterie
2e bataillon de chasseurs à pied
- 35e brigade d'artillerie de campagne

71e régiment d'artillerie de campagne
81e régiment d'artillerie de campagne
- 4e régiment de chasseurs à cheval
- 1re compagnie du 17e bataillon de pionniers (2e bataillon de Prusse occidentale)

#### 1916
- 87e brigade d'infanterie

61e régiment d'infanterie
141e régiment d'infanterie
176e régiment d'infanterie
- 35e brigade d'artillerie de campagne

71e régiment d'artillerie de campagne
81e régiment d'artillerie de campagne
- 2 escadrons du 5e régiment de hussards
- 1re compagnie du 17e bataillon de pionniers (2e bataillon de Prusse occidentale)

#### 1917
- 87e brigade d'infanterie

61e régiment d'infanterie
141e régiment d'infanterie
176e régiment d'infanterie
- 35e commandement d'artillerie divisionnaire

71e régiment d'artillerie de campagne
- 2 escadrons du 5e régiment de hussards
- 1re et 2e compagnies du 17e bataillon de pionniers (2e bataillon de Prusse occidentale)

#### 1918
- 87e brigade d'infanterie

61e régiment d'infanterie
141e régiment d'infanterie
176e régiment d'infanterie
- 35e commandement d'artillerie divisionnaire

71e régiment d'artillerie de campagne
1er bataillon du 18e régiment d'artillerie à pied de réserve
- 2 escadrons du 5e régiment de hussards
- 1re et 2e compagnies du 17e bataillon de pionniers (2e bataillon de Prusse occidentale)

### Historique
Au déclenchement du conflit, la 35e division d'infanterie forme avec la 36e division d'infanterie le XVIIe corps d'armée.

#### 1914
- 31 juillet - 18 août : concentration et couverture le long de la frontière russe.
- 19 - 20 août : engagée dans la bataille de Gumbinnen.
- 21 - 31 août : engagée dans la bataille de Tannenberg.
- 1er - 15 septembre : exploitation de la bataille, puis à partir du 5 septembre engagée dans la première bataille des lacs de Mazurie.
- 29 septembre - 30 octobre : engagée dans la bataille de la Vistule.

4 - 9 octobre : combats dans la région d'Opatów et de Radom.
9 - 19 octobre : combats autour de Varsovie. les 15 et 16 octobre, bataille de Kutno et prise de la ville.
19 octobre - 15 novembre : combats le long de la Rawka.
- 16 novembre - 15 décembre : engagée dans la bataille de Łódź, combats autour de Łowicz et de Sanniki.
- 16 décembre 1914 - 6 juillet 1915 : occupation de secteurs le long de la Rawka et de la Bzoura.

31 janvier - 2 février 1915 : combats autour de Humin.
5 - 16 mars : combats autour de Stolniki.

#### 1915
- 6 juillet - 26 septembre : engagée dans l'offensive de Gorlice-Tarnów.

13 - 17 juillet : bataille de percée sur Przasnysz.
18 juillet - 3 août : bataille le long du Narew.
4 - 7 août : combats le long du Orz.
8 - 10 août : combats dans la région d'Ostrow.
11 - 12 août : engagée autour de Tschishew-Sambrow.
13 - 18 août : combats le long du Narew et du Nurzec.
19 - 25 août : combat dans la région de Bielsk.
26 août - 5 septembre : engagée dans l'attaque de Świsłocz et le long de la Naumka-Werecia.
6 - 7 septembre : combats autour de Wolkowyszk.
8 - 12 septembre : combats le long de la Zelwianka et du Niémen.
12 - 17 septembre : combats le long de la Chtchara.
- 18 - 26 septembre : combats dans les marais de Lituanie.
- 27 septembre - 15 octobre : retrait du front, repos. À partir du 6 octobre transport par V.F. vers le front de l'Ouest de Grodno, arrivée le 10 octobre dans la région de Péronne.
- 16 octobre 1915 - 23 juin 1916 : occupation et organisation d'un secteur du front dans la région de Roye. À partir du 26 mai, occupation d'un secteur entre la voie ferrée reliant Chaulnes et Amiens et le village de Soyécourt.

#### 1916
- 24 juin - 26 novembre : engagée dans la bataille de la Somme dans la région de Vermandovillers au sud de Chilly. Le 176e régiment d'infanterie est en première ligne le 2 juillet, lors de l'attaque française autour de Herbécourt et de Estrées-Deniécourt.

20 juillet : attaque française sur Belloy-sur-Somme et le bois étoilé, fortes pertes pour le 176e régiment d'infanterie.
4 - 8 septembre : attaques françaises sur le front de la division, de lourdes pertes sont enregistrées.
8 septembre - 15 octobre : retrait du front, repos et réorganisation dans la région de Ham.
15 octobre - 26 novembre : en ligne occupation d'un secteur du sud-ouest de Chaulnes au sud-ouest de Chilly.
- 28 novembre 1916 - 16 mars 1917 : occupation et organisation d'un secteur du front dans la région de Chaulnes.

#### 1917
- 16 mars - 2 avril : engagée dans l'opération Alberich au sud de Saint-Quentin.
- 2 - 9 avril : retrait du front, repos dans la région de Guise.
- 10 - 30 avril : engagée dans la bataille d'Arras, avec 50 % de pertes.
- 1er - 31 mai : retrait du front, repos et réorganisation dans la région de Lille, renfort de plus de 3 000 hommes en provenance des dépôts de Varsovie[2].
- 1er - 11 juin : en ligne le long du canal Ypres-Comines. À partir du 7 juin, engagée dans la bataille de Messines, les pertes sont très importantes[n 3].
- 11 - 21 juin : retrait du front, repos et réorganisation dans la région de Cambrai.
- 21 juin - 21 octobre : en ligne, occupation d'un secteur dans la région au nord de Saint-Quentin.
- 22 octobre 1917 - 22 janvier 1918 : mouvement dans les Flandres, engagée dans la bataille de Passchendaele dans le secteur du bois de Houthulst, la division déplore des pertes importantes entre le 22 et le 25 octobre.

#### 1918
- 22 janvier - 17 février : retrait du front, repos dans la région de Bruges.
- 18 février - 20 mars : en ligne sur le saillant d'Ypres, dans le secteur de Merkem.
- 21 mars - 1er avril : retrait du front, transport par V.F. de Pittem à Carvin ; repos dans la région de Évin-Malmaison, puis dans la région de Rouvroy.
- 2 - 14 avril : mouvement vers Lille, puis à partir du 8 avril engagée dans la bataille de la Lys, combats vers Neuve-Chapelle, Lestrem, Locon et Neuf-Berquin[3].
- 14 avril - 8 mai : retrait du front, repos dans la région d'Armentières.
- 8 mai - 3 juillet : en ligne dans un secteur au nord de Bailleul.
- 3 - 17 juillet : retrait du front, repos dans la région de Bruges ; la division est complétée par l'appert de troupes issues de divisions dissoutes.
- 17 juillet - 18 août : occupation d'un secteur dans la région de Merkem.
- 19 - 26 août : relève par la 13e division de réserve[4], repos dans la région de Lille, puis transport par V.F. vers Douai.
- 27 août - 30 septembre : occupation d'un secteur entre Drocourt et Quéant[n 4].
- 1er octobre - 1er novembre : mouvement de rocade, occupation d'un secteur au nord-ouest de Cambrai, puis repli défensif devant la pression des troupes alliées par Abancourt le 9 octobre, Hem-Lenglet le 11 octobre, puis sur une ligne Denain, Maing et Famars le 28 octobre, pour atteindre Maresches le 1er novembre[3].
- 2 - 11 novembre : la division est placée en seconde ligne, elle est localisée dans la région de Harchies. À la fin du conflit, la division est rapatriée en Allemagne où elle est dissoute au cours de l'année 1919.

## Chefs de corps
| Grade                        | Nom                    | Date                                |
| ---------------------------- | ---------------------- | ----------------------------------- |
| Generalleutnant              | Karl von Kczewski      | 1er avril 1890 - 24 mars 1893       |
| Generalleutnant              | Bernhard Boie          | 25 mars 1893 - 28 juin 1895         |
| Generalleutnant              | Wilhelm von Amann (de) | 29 juin 1895 - 14 juin 1899         |
| Generalleutnant              | Oskar Wallmüller (de)  | 15 juin 1899 - 31 mars 1902         |
| Generalleutnant              | Hugo Kohlhoff          | 1er avril 1902 - 13 février 1905    |
| Generalleutnant              | Wilhelm Mootz          | 14 février 1905 - 1er octobre 1906  |
| Generalmajor/Generalleutnant | Alfred von Briesen     | 2 octobre 1906 - 4 mars 1909        |
| Generalleutnant              | Paul Oldenburg         | 5 mars 1909 - 21 avril 1912         |
| Generalleutnant              | Hans von Winterfeld    | 22 avril - 19 novembre 1912         |
| Generalleutnant              | Otto Hennig            | 19 novembre 1912 - 24 novembre 1914 |
| Generalmajor                 | Johannes von Hahn      | 25 novembre 1914 - 20 janvier 1918  |
| Generalmajor                 | Albert von Kemnitz     | 21 janvier - 4 septembre 1918       |
| Generalmajor                 | Max Wohlgemuth         | 5 septembre 1918 - 26 janvier 1919  |
| Generalmajor                 | Detlev Vett (de)       | 27 janvier - 13 février 1919        |